# Arzneimittelbudget-Ablösungsgesetz
Das Gesetz zur Ablösung des Arznei- und Heilmittelbudgets (kurz: Arzneimittelbudget-Ablösungsgesetz – ABAG) von 2001 schaffte die Budgets für Heil- und Arzneimittel ab.
Beschlossen wurde es am 19. Dezember 2001. Verkündet wurde es im Bundesgesetzblatt I 2001 Nr. 71 vom 21. Dezember 2001. Das Gesetz trat mit Wirkung zum 31. Dezember 2001 in Kraft.
Dieses Gesetz änderte einige Paragraphen im Fünften Buch Sozialgesetzbuch (SGB V) und löste damit die Regelungen zu den Arznei- und Heilmittelbudgets des Gesundheitsstrukturgesetzes von 1992 ab.
Hier die wesentlichen Änderungen:
- § 73 SGB V: Die Kassenärztlichen Vereinigungen (KVen) können auch vergleichend über preisgünstige verordnungsfähige Leistungen, einschließlich der jeweiligen Preise und Entgelte, informieren sowie nach dem allgemein anerkannten Stand der medizinischen Erkenntnisse Hinweise zu Indikation und therapeutischem Nutzen geben.
- § 84 SGB V: KVen und Kassen vereinbaren ein Ausgabenvolumen für Arznei- und Verbandmittel für ein Kalenderjahr im Voraus (für 2002 bis spätestens 31. März 2002) auf der Grundlage einer Bundesempfehlung. Eine Zielvereinbarung soll dafür sorgen, dass das Ausgabenvolumen eingehalten wird. Überschreitungen müssen, Unterschreitungen können Gegenstand der Gesamtverträge werden und wirken sich damit auf die Honorarverhandlungen aus. Unabhängig davon können die Kassen den KVen einen Bonus gewähren. Die Datenlage soll durch monatliche Berichte der Kassen über die Entwicklung der Ausgaben von Arznei- und Verbandmitteln an die KVen verbessert werden. Damit wird eine auf den einzelnen Arzt bezogene Schnellinformation möglich. Falls noch nicht geschehen, müssen Richtgrößen für 2002 bis spätestens 31. März 2002 vereinbart und zusätzlich nach Patientengruppen sowie Krankheitsarten gegliedert sein. Eine Rahmenvorgabe auf Bundesebene sorgt für eine einheitliche Vorgehensweise und muss für das Jahr 2002 bis 31. Januar 2002 zwischen Kassenärztlicher Bundesvereinigung und den Spitzenverbänden der Krankenkassen vereinbart werden. Krankenkassen und Ärzte vereinbarten knapp 38 Milliarden Mark (rund 19,5 Milliarden Euro) als Arzneimittelausgabenvolumen für 2002. Das entspricht einer Steigerung von 4,5 Prozent gegenüber den Ist-Ausgaben im Jahr 2000. Gleichzeitig liegt das Ausgabenvolumen rund 4,75 Prozent unter den Ist-Ausgaben von 2001. Diese Regelungen für den Bereich der Arznei- und Verbandmittel gelten analog auch für die Ausgaben für Heilmittel.
- § 106 SGB V: Eine Richtgrößenprüfung findet wie bisher statt, wenn der Arzt sein sog. Prüfungsvolumen überschreitet und dies nicht durch Praxisbesonderheiten begründen kann (z. B. besonders viele chronisch kranke Patienten).

Das Prüfungsvolumen setzt sich zukünftig zusammen aus:
- dem Richtgrößenvolumen (ergibt sich aus der Multiplikation von Richtgröße mit der Fallzahl)
- plus einem Prozentsatz von 15 % für die Prüfung und 25 % für den Regress. Diese Prozentsätze können von den Vertragspartnern auf Landesebene abweichend vereinbart werden.

Bei geringfügiger Überschreitung hat der Prüfungsausschuss auch eine gezielte Beratung des Arztes zu veranlassen.
Liegt ein Arzt mehr als 25 Prozent über dem Richtwert, muss er den Krankenkassen die Mehrausgaben erstatten, wenn sie nicht ebenfalls durch Praxisbesonderheiten zu erklären sind. Die Existenz einer Praxis darf durch die Erstattung an die Kassen jedoch nicht gefährdet werden.
Die Kassenärztlichen Vereinigungen und die Krankenkassen können die Vertragsärzte in Fragen der Wirtschaftlichkeit verordneter oder veranlasster Leistungen beraten. Die dafür benötigten Daten stellen die Kassen den KVen zur Verfügung.

## Erläuterung
Das Gesetz schaffte die bis Ende 2001 geltenden Budgets für Arznei- und Heilmittel ab. Bis dahin gab es eine Ausgabenobergrenze für die veranlassten Ausgaben für Arznei-, Verband- und Heilmittel aller Vertragsärzte einer Kassenärztlichen Vereinigung (KV). Diese Budgetierung war durch das Gesundheitsstrukturgesetz eingeführt worden, um die Krankenkassenbeiträge zu stabilisieren.
Bei Überschreitung der zwischen Krankenkassen und KVen vereinbarten Ausgabenobergrenze griff eine Kollektivhaftung der KVen – Verringerung der Gesamtvergütung der Ärzte einer KV in Relation zur Überschreitung des Budgets. Da sich der Kollektivregress nur schwierig umsetzen ließ und juristisch problematisch war, musste eine neue Lösung her.
Das Arzneimittelbudget-Ablösungsgesetz ersetzt die Budgets durch Arzneimittel-Zielvereinbarungen, die sich auf Ausgabenvolumina beziehen.
Diese Zielvereinbarungen werden zwischen den Krankenkassen und den 23 Kassenärztlichen Vereinigungen getroffen und müssen von den KVen umgesetzt werden. Dazu ermittelt die KV für die einzelne Kassenarztpraxis jeweils eine individuelle Richtgröße für das Verordnungsvolumen.
Für einzelne Facharztgruppen gelten außerdem spezifische Richtgrößen. Damit Ärzte ihre Richtwerte einhalten können, müssen Kassen und KVen sie über preisgünstige und verordnungsfähige Medikamente informieren und hinsichtlich deren therapeutischen Nutzen beraten.
Bei Überschreiten dieser Richtgröße durch den Kassenarzt, berät ihn die KV zunächst im Sinne einer wirtschaftlichen Verordnungsweise. Es sind aber auch Individualregresse im Rahmen der Wirtschaftlichkeitsprüfungen möglich.
Kassenärzte, die ihr Richtgrößenvolumen nicht überschreiten, können Bonuszahlungen erhalten.
Das Gesetz zielt auf die Steuerung (Begrenzung) der Arzneimittelausgaben und soll die Qualität und Wirtschaftlichkeit der Arzneimittelversorgung verbessern.